# Hydrobasileus brevistylus
Hydrobasileus brevistylus – gatunek ważki z rodziny ważkowatych (Libellulidae).